# Myszarka zielna
Myszarka zielna, znana jako: mysz zielna (Apodemus uralensis) – gatunek gryzonia z rodziny myszowatych (Muridae).

## Nazwa zwyczajowa
We wcześniejszych polskich publikacjach dla określenia gatunku Apodemus uralensis używana była nazwa zwyczajowa „mysz zielna”. W wydanej w 2015 roku przez Muzeum i Instytut Zoologii Polskiej Akademii Nauk publikacji „Polskie nazewnictwo ssaków świata” nazwę rodzajową „mysz” zarezerwowano dla rodzaju Mus. W konsekwencji rodzajowi Apodemus nadano nazwę myszarka, zaś niegdysiejszej "myszy zielnej" myszarka zielna.

## Charakterystyka
Wyglądem przypomina mysz domową, jednak ma mniejsze oczy (około 3,5 mm średnicy) i małe uszy.
- Długość ciała bez ogona: 7-10,5 cm
- Długość ogona: 10 cm
- Masa:12-29 g
- Ubarwienie: szarobrunatne, jaśniejszy brzuch.

## Nazewnictwo i występowanie

Mapa występowania

Jako Apodemus microps, opisana ze wschodniej Słowacji w 1952 roku, następnie znaleziona na Morawach i na Śląsku, występuje też na Ukrainie i w Azji Mniejszej, północno-zachodnich Chinach i w Mongolii oraz północnej Afryce. W Polsce można ją spotkać w okolicach Wrocławia i w Pieninach. Od 2011 r. objęta ochroną częściową w Polsce.

## Środowisko naturalne
Środowiskiem naturalnym myszy zielnej są lasy mieszane i lasostepy, a także brzegi rzek, pola i ogrody. Jest aktywna głównie o zmierzchu. Jej pokarm stanowią przede wszystkim nasiona drzew, w mniejszym stopniu jagody, owady i zielone części roślin. Okres godowy przypada od kwietnia do września, na rok przypada od 2 do 3 miotów, po 2 do 9 młodych. Ciąża samicy trwa 21 dni.